# Ксения Пелопонесская (Каламатская)
Ксения Пелопоннесская (Ксения Каламацкая род. 291 г. — ум. 3/16 мая 318 г.) — христианская святая, почитаемая Православной церковью как великомученица. Память совершается 3/16 мая.

## Житие
Святая родилась в III веке н. э. в городе Каламе (ныне Каламата), в семье выходцев из восточной Италии — Николая и Деспины.
Родители Ксении были христианами и переехали в Каламату, спасаясь от гонений. Они поселились в сельской усадьбе, за городом, потому что отец Ксении был земледельцем. С раннего детства Ксения стремилась к Богу, любила прибывать в молитве, а играм с детьми предпочитала помощь родным по дому.
Повзрослев, девушка стала отличаться необыкновенной красотой, Ксения была высокой и хорошо сложенной, с красивым лицом, голубыми глазами и длинными золотистыми волосами. Замуж она не стремилась, решив сохранить девство и посвятить себя Богу. Однажды за работой в поле её заметил местный правитель язычник — Дометиан, человек чёрствый и жестокий. Прельщенный невероятной красотой девушки, он решил во что бы то ни стало сделать её своей женой, но она раз за разом отвечала отказом.
Тогда Дометиан обратился к магам, чтобы те приворожили Ксению, святая же молитвой и крестным знамением отгоняла от себя колдовские чары. Потерпев очередную неудачу, правитель решил склонить её к браку силой, и приказал заключить в темницу и пытать. Ксению привязывали к столбу жгли и строгали её тело, но на утро обнаруживали совершенно целой и здоровой. Придя в ярость, Дометиан приказал привязать девушку к коню за ноги, чтобы влачить по городу, но конь не двигался с места, тогда Ксению завели в языческий храм с требованием принести жертву языческим богам, но по молитве святой произошло землетрясение, разрушившее языческое святилище.
Так, после продолжительных пыток, святая оставалась непреклонной и продолжала славить Христа. Видя свою беспомощность, эпарх приказал обезглавить мученицу и принести ему её сердце. Ксения приняла смерть с радостью, совершив благодарственную молитву ко Господу.
После казни солдаты извлекли сердце Ксении и положили его на блюдо, чтобы отдать правителю, а тело изрубили на многие кусочки и сожгли, в то время, когда её тело горело, из него исходило прекрасное благоухание.
Благочестивые христиане собрали прах святой Ксении, и впоследствии от него стали происходить многие чудеса и исцеления. Дометиана же вскоре настигло возмездие, на охоте в него ударила молния и сожгла его тело дотла.
По молитве к святой Ксении исцелялись бесноватые, страждущие от паралича, глазных, сердечных, дерматологических и нервных болезней. Также св. Ксения издревле считалась избавительницей от проклятий и колдовских чар.
На иконах святая традиционно изображается белокурой девушкой с крестом в руках и сердцем на блюде.

## Почитание
Почитание великомученицы Ксении Каламацкой долго имело только местный характер на полуострове Пелопонесс в Греции, и святая не была известна широкому кругу верующих.
Но в начале XX в., в США пресвитер греческой православной церкви Георгий Насис во время молитвы увидел девушку с длинными золотистыми волосами и голубыми глазами, которая представилась мученицей Ксенией и повелела написать её икону. После детальных поисков была обнаружена рукопись принадлежавшая Константину Византиосу из Константинополя, которая содержала житие святой вмц. Ксении. Отец Георгий переписал его и издал вместе с составленной им службой и параклисом этой святой в 1946 г.
в 1993 г. в Каламате был построен храм во имя святой великомученицы Ксении.
Св. вмц. Ксению почитают своей покровительницей в женском благотворительном обществе при греч.православной церкви Константина и Елены в г. Вайомиссинг, США.
Вмц. Ксения изображена на иконе «Собор Мессинийских святых» вместе с прп. Иерофеем Иверянином и другими святыми.